# Inger Ottesdotter Rømer
Inger Ottesdotter Rømer (c. 1475–1555 en Sunnmøre), también conocida como Inger de Austrått o Ingerd Ottesdotter, fue una poderosa e influyente terrateniente noruega del siglo XVI, hija y heredera de la familia Rømer. Los historiadores le atribuyen un papel decisivo en las medidas políticas adoptadas por sus yernos. Su fama sirvió de inspiración al dramaturgo Henrik Ibsen, autor de la célebre obra teatral La señora Inger de Ostraat (1855).

## Biografía
Sus padres, Otte Matsson Rømer (f. 1512) e Ingeborg Lydersdotter, la prometieron en matrimonio con el noble Nils Henriksson, cuya familia también reclamaba las tierras de Austrått. Tras consumarse el matrimonio con Nils Henriksson, la familia Rømer se hizo con la totalidad de Austrått y de las tierras aledañas al fiordo de Trondheim. Su marido llegó a ser canciller y ocupó un alto cargo político en Noruega. Inger enviudó en 1523.
Inger se interesó por la vida política sueca y noruega. En 1526 recibió al canciller exiliado Peder Sunnanväder y orquestó el derrocamiento de Gustavo I de Suecia. En 1528, el caballero sueco Nils Stensson Sture, primogénito de Sten Sture el Joven, habría huido a Noruega para luego ser acogido por Inger de Austrått. La historiografía tradicional sugiere que Inger y Nils Stensson habrían orquestado una revuelta para derrocar a Gustavo Vasa y así hacerse con la Corona sueca. La doncella pretendía casar a su segunda hija, Eline de Austrått, con el futuro rey de Suecia. Sin embargo, sus planes no prosperaron y el joven Nils Stensson fue ejecutado en Rostock a petición del rey Gustavo.
Ottesdotter mantenía una larga enemistad con el arzobispo católico de Nidaros, Olav Engelbrektsson. Ambos se disputaban el control de las tierras cercanas al fiordo de Trondheim. Además, Engelbrektsson era el rival político del yerno de Inger, Vincens Lunge. Como resultado, Inger y su familia se unieron a la reforma protestante promovida por el luteranismo, y jugaron un papel importante en la acogida de este credo en Noruega.
Jens Tillufssøn Bjelke, terrateniente protestante de origen danés, conoció a Lucie Nilsdatter, hija de Inger y de su difunto marido. Lucie fue ampliamente criticada por la sociedad de su tiempo y no fue un personaje exento de polémica. Niels Lykke se había casado con Eline Nilsdatter de Austrått, la segunda de las hijas de Inger. Tras el fallecimiento de esta en 1532, Lucie se hizo cargo de los hijos de su hermana y llegó a concebir un niño de su yerno. Lykke fue condenado a muerte, acusado de incesto, por el arzobispo Engelbrektsson en 1535. Jens y Lucie contrajeron matrimonio finalmente en 1540. Inger traspasó el título de Austrått a su hija Lucie y a su yerno Jens. Los archivos muestran que este traspaso fue aprobado por el rey en 1532. Los historiadores han especulado si los escándalos en torno a la figura de Lucie habrían permitido que Jens, que provenía de una familia noble de rango inferior, fuera considerado lo suficientemente «bueno» para Lucie.

## Descendencia
Inger y Nils tuvieron cinco hijas, todas ellas casadas con nobles dano-noruegos:
1. Margrete (c. 1495-1550), casada con Vincens Lunge, y después con Jens Splid.
2. Eline (f. 1532), casada con Niels Lykke.
3. Anna (f. 1557), casada con Erik Ugerup.
4. Ingeborg (c. 1507-1597), casada con Peder Hanssøn Litle.
5. Lucie Nilsdatter (f. 1555), casada con Jens Tillufssøn Bjelke.

## Inger en la ficción
La obra teatral de Henrik Ibsen, La señora Inger de Ostrat (Fru Inger til Østeraad), se estrenó en 1855, se publicó en 1857, y fue revisada en 1875. Agnes Mowinckel interpretó el papel de Inger en varias funciones teatrales durante los años 1920. La obra también fue llevada al cine por el director Sverre Udnæs en 1975: Fru Inger til Østråt, con Ingerid Vardund como protagonista.
Inger también aparece en la ópera Lucie, dirigida por Edvard Hoem y Henning Sommerros, con representaciones anuales en Steinvikholmen.